# 新场信隆典当
31°01′39″N 121°38′30″E / 31.02753°N 121.64177°E
新场信隆典当，现新场历史文化陈列馆，位于中华人民共和国上海市浦东新区新场镇新场大街367－371号，是上海市文物保护单位。

## 特点
新场信隆典当始建于清朝末期，占地面积13454平方米，为砖木结构。当时也称北典当，由南汇县大团镇人马炳斯、盛正荣等合伙开设，资本金约1万元法币。民国三十五年（1946年）因物价飞涨而停业。原围墙和石库门已毁，现存房屋三进，坐西朝东。前进为大厅，为硬山顶。二、三进为口字形布局，两边有一间两层厢房。目前作为新场历史文化陈列馆使用。2014年4月4日，上海市人民政府公布其为上海市文物保护单位。